# Port lotniczy Beihan
Port lotniczy Beihan – krajowy port lotniczy położony w mieście Beihan, w Jemenie.